# Pirton (Hertfordshire)
Pirton – wieś w Anglii, w hrabstwie Hertfordshire. Leży 26 km na północny zachód od miasta Hertford i 53 km na północ od centrum Londynu.